# ユセフ・シェルミティ
ユセフ・ラマーリョ・シェルミティ（Youssef Ramalho Chermiti, 2004年5月24日 - ）は、ポルトガル・アゾレス諸島サンタマリア島ビラ・ド・ポルト出身のプロサッカー選手。プレミアリーグ・エヴァートンFC所属。ポジションはフォワード。

## 経歴

### ユース
地元のクラブを経て、2016年からスポルティングCPのユースアカデミーに加入した。

### スポルティングCP
2020年7月22日にスポルティングと最初のプロ契約を結び、2021年にBチームでプロデビューした。
2023年1月15日にスポルティングのトップチームで初出場。2月6日のリオ・アヴェFC戦でプリメイラ・リーガでの初得点を記録した。12日のFCポルト戦でも得点を記録した。2022-23シーズンは22試合に出場し、3得点を記録した。

### エヴァートン
2023年8月11日にプレミアリーグのエヴァートンFCへ完全移籍し、4年契約を結んだ。移籍金は1,250万ユーロで、アドオンを含めると最大1,500万ユーロとなる。26日のウルヴァーハンプトン・ワンダラーズFC戦で移籍後初出場した。

## 代表歴
2023年11月21日にU-20ポルトガル代表に初選出され、U-20イタリア代表との親善試合に出場したが、この試合で相手から人種差別的な発言を受けたことを明らかにした。

## 家族
父はチュニジア、母はカーボベルデの出身。
従兄のアミン・シェルミティもプロサッカー選手。